# 水仙柯
水仙柯（学名：Lithocarpus naiadarum）是壳斗科柯属的植物，为中国的特有植物。分布于中国大陆的海南等地，生长于海拔1,800米至2,750米的地区，常生于低海拔沿河溪两岸较湿润地方，目前尚未由人工引种栽培。

## 别名
石榴树（海南）